# Алубаха, Лукас
Лукас Алубаха (англ. Lucas Alubaha, 25 декабря 1958) — кенийский хоккеист (хоккей на траве), полевой игрок. Участник летних Олимпийских игр 1984 и 1988 годов.

## Биография
Лукас Алубаха родился 25 декабря 1958 года.
В 1984 году вошёл в состав сборной Кении по хоккею на траве на летних Олимпийских играх в Лос-Анджелесе, занявшей 9-е место. Играл в поле, провёл 7 матчей, забил 2 мяча (по одному в ворота сборных Великобритании и Канады).
В 1988 году вошёл в состав сборной Кении по хоккею на траве на летних Олимпийских играх в Сеуле, занявшей 12-е место. Играл в поле, провёл 6 матчей, забил 2 мяча (по одному в ворота сборных Аргентины и Южной Кореи).